# イヤー・オブ・ザ・ジェントルマン
『イヤー・オブ・ザ・ジェントルマン』（原題:Year of the Gentleman）は、アメリカのシンガーソングライターNe-Yoの、3枚目のスタジオアルバムである。2008年9月16日に米国でCompound EntertainmentおよびDef Jam Recordingsによってリリースがされた。

## 概要
本作は、USビルボード200で2位を記録した。アメリカでは100万枚を売り上げプラチナとして認定、イギリスでもダブルプラチナの認定を受けた。また、カナダ、イタリア、日本、ニュージーランド、サウジアラビアといった国々でもトップ10入りを果たした。
第51回グラミー賞でアルバム・ オブ・ザ・イヤーやベスト・コンテンポラリー・R＆Bアルバムなど、グラミー賞にノミネートされた6つのノミネートを獲得。ローリング・ストーンによる2008年の50枚のベスト・アルバムの33位にランクインした。
Ne-Yoは本作について「（音楽の）カテゴリーを気にすることなく、「心地いい」、「普遍的」と思えるレコードを作ろうと『イヤー・オブ・ザ・ジェントルマン』制作に取り組んだ。だから、どのタイプの音楽が好きな人たちを狙ったという作品ではないんだ。R&Bミュージックのファンやポップ・ファンが聴いて、自分たちが好きな音楽ではないと感じることなく、誰が聴いても心地良いと思ってもらえる作品だと思う。僕はあるタイプのファンだけでなく、みんなにそう思ってもらえる作品を作るように心掛けたんだ」と語っていた。
ヒットシングル「クローサ－」と「ミス・インディペンデント 」、「マッド」と「パート・オブ・ザ・リスト」を含む4つのシングルをリリースされた。
リ－ドトラックの「クローサ－」について「「この曲は、クラブで出会った女性にのぼせ上がることを歌っている。視線を交わしているうちに、彼女にコントロールされたくないと思っているのに、導かれるように彼女の方に行ってしまう、というのがこの曲の内容だ。この曲のインスピレーションはロンドンのクラブやナイトライフのエネルギーから得た。エネルギーがあって、気持ちがよかったので、そのエネルギーを取り入れたら僕の曲がどんなサウンドになるのか知りたかった。そしてその結果が「クローサー」だよ。」と語っている。
Ne-Yoは本作のタイトルについて、1960年代のアメリカ人グループRat Pack、特にメンバーのフランク・シナトラとサミー・デイヴィスJr.からの芸術的影響を挙げている。

## シングル
- 1st「クローサ－」2008年4月15日 / Billboard Hot 100 最高7位
- 2nd「ミス・インディペンデント」2008年9月2日 / Billboard Hot 100 最高54位
- 3rd「マッド」2008年11月17日 / Billboard Hot 100 最高11位
- 4th「シー・ゴット・ハー・オウン」2008年12月14日 /
- 5th「パート・オブ・ザ・リスト」2009年4月7日 /

## トラックリスト
1. クローサ－
2. ノーバディ
3. シングル
4. マッド
5. ミス・インディペンデント
6. ホワイ・ダズ・シー・ステイ
7. フェード・イントゥ・ザ・バックグラウンド
8. ソー・ユー・キャン・クライ
9. パート・オブ・ザ・リスト
10. バック・トゥ・ホワット・ユー・ノウ
11. ライ・トゥ・ミー
12. ストップ・ディス・ワールド
13. ホワッツ・ザ・マター（ボーナス・トラック）
14. シー・ゴット・ハー・オウン FEAT.ジェイミー・フォックス&ファボラス （ボーナス・トラック）

## チャート
| Chart (2008)                          | Peak position |
| ------------------------------------- | ------------- |
| オーストラリア (ARIA)                 | 7             |
| オーストリア (Ö3 Austria)             | 41            |
| ベルギー (Ultratop Flanders)          | 34            |
| ベルギー (Ultratop Wallonia)          | 58            |
| カナダ (Billboard)                    | 4             |
| オランダ (MegaCharts)                 | 26            |
| フランス (SNEP)                       | 24            |
| ドイツ (Offizielle Top 100)           | 22            |
| アイルランド (IRMA)                   | 13            |
| イタリア (FIMI)                       | 23            |
| 日本 (オリコン)                       | 13            |
| ニュージーランド (RMNZ)               | 6             |
| スイス (Schweizer Hitparade)          | 9             |
| UK アルバムズ (OCC)                   | 2             |
| US Billboard 200                      | 2             |
| US Top R&B/Hip-Hop Albums (Billboard) | 1             |

| Chart (2008)                          | Position |
| ------------------------------------- | -------- |
| UK Albums (OCC)                       | 24       |
| US Billboard 200                      | 65       |
| US Top R&B/Hip-Hop Albums (Billboard) | 16       |

## 認証
| 国/地域                                             | 認定        | 認定/売上数 |
| --------------------------------------------------- | ----------- | ----------- |
| カナダ (Music Canada)                               | Gold        | 40,000^     |
| イタリア (FIMI)                                     | Gold        | 30,000*     |
| 日本 (RIAJ)                                         | Platinum    | 250,000^    |
| Saudi Arabia                                        | Gold        | 3,000       |
| ニュージーランド (RMNZ)                             | Gold        | 7,500^      |
| イギリス (BPI)                                      | 2× Platinum | 600,000^    |
| アメリカ合衆国 (RIAA)                               | Platinum    | 1,000,000^  |
| * 認定のみに基づく売上数 ^ 認定のみに基づく出荷枚数 |             |             |

## リリース履歴
| 領域           | 日付           | ラベル                         | フォーマット             | エディション |
| -------------- | -------------- | ------------------------------ | ------------------------ | ------------ |
| 日本           | 2008年9月11日  | ユニバーサルインターナショナル | CD、デジタルダウンロード | 標準         |
| ドイツ         | 2008年9月12日  | デフジャム                     | CD、デジタルダウンロード | 標準         |
| イタリア       | 2008年9月12日  | デフジャム                     | CD、デジタルダウンロード | 標準         |
| イギリス       | 2008年9月15日  | マ－キュリ－レコード           | CD、デジタルダウンロード | 標準         |
| アメリカ合衆国 | 2008年9月16日  | デフジャム                     | CD、デジタルダウンロード | 標準         |
| ブラジル       | 2008年10月21日 | ユニバーサルミュージック       | CD、デジタルダウンロード | 標準         |